# Lista över borgmästare i Örebro
Detta är en lista över staden Örebros borgmästare.

## Borgmästare i Örebro
Borgmästare i Örebro stad före 1971.
| Ämbetstid | Namn                 | Levnadstid | Övrigt   |
| --------- | -------------------- | ---------- | -------- |
| 1605–1616 | Lars Bohm            | 1571–1629  | Se nedan |
| 1616–1631 | Arvid Bengtsson      | –1652      |          |
| 1641–1646 | Jakob Lithman        | 1611–1674  |          |
| 1649–     | Tomas Clerck         | 1614–1682  |          |
| 1648–1673 | Johan Åkesson Luuth  | –1673      |          |
| 1691–1695 | Magnus Callander     | 1646–1695  |          |
|           | Magnus Hansson       | 1652–1728  |          |
| 1728–1733 | Jonas Hoffman        | död 1733   |          |
| 1733–1742 | Olof Salin           | 1694–1742  |          |
| 1742–1754 | Joakim Wetterstedt   | 1687–1754  |          |
| 1755–1766 | Nils Fries           | 1713–1766  |          |
| 1767–1794 | Johan Erik Bergström | 1730–1794  |          |
| 1786–1812 | Carl Vilhelm Nordell | 1759–1824  |          |
| 1813–1838 | Lars Gustaf Ålund    | 1778–1838  |          |
| 1897–1934 | Victor Schneider     | 1861–1941  |          |
| 1936–1962 | Gösta Strandell      | 1895–1974  |          |
| 1962–1970 | Arne Fallenius       | 1910–1993  |          |

### Överborgmästare
| Ämbetstid | Namn      | Levnadstid | Övrigt |
| --------- | --------- | ---------- | ------ |
| 1616–1629 | Lars Bohm | 1571–1629  |        |